# 2010年亚洲风能大会暨国际风能设备展览会
2010年亚洲风能大会暨国际风能设备展览会(wind power asia 2010)是在北京举办的风力发电行业的博览会，该展会创办于2003年，截止至2009年已举行了9届。由发改委能源局、科技部高新技术发展及产业化司组织。（注：主办单位已经改动，改为德国科隆展览中国有限公司，支持单位也改为世界风能协会等机构）
目前该展会是亚洲最具影响力和规模的风力设备展览会

## 脚注
1. ↑  . 2010亚洲风能大会暨国际风能设备展览会.   [2010年4月12日]. （原始内容存档于2010年3月23日） （中文（简体））.
2. ↑  . 新浪网 -. 2010年3月18日  [2010年4月12日]. （原始内容存档于2019年7月25日） （中文（简体））.